# Фурман Артемій Григорович
Артемій Григорович Фурман (1869 — ?) — селянський депутат Державної думи Російської імперії I скликання від Волинської губернії.

## Біографія
За національністю українець. Сучасні джерела вказують, що мав середню освіту, за іншими відомостями освіта була лише початковою. Служив ветеринарним фельдшером. На момент обрання в Думу в партіях не перебував. Займався землеробством.
15 квітня 1906 р. обраний до Державної думи Російської імперії I скликання від загального складу вибірників Волинського губернського виборчого збору. За даними в Думі залишався безпартійним, проте трудовики у своєму виданні «Роботи Першої Державної Думи» характеризують політичну позицію Фурмана як «Б.пр.», що означає, що «безпартійний, православний» Фурман оселився в «Єрогінській живопирні». У дебатах з думської трибуни не брав участі. Подальша доля невідома.